# Kieron Moore
Kieron Moore (eigentlich  Ciarán Ó hAnnracháin, anglisiert Kieron O’Hanrahan; * 5. Oktober 1924 in Skibbereen, County Cork, Irland; † 15. Juli 2007 in Charente-Maritime, Frankreich) war ein irischer Schauspieler.

## Leben
Kieron Moore war der Sohn des Schriftstellers, Dichters und Spracherhalters Peadar Ó hAnnracháin, der ein Aktivist von Conradh na Gaeilge war und während des Irischen Bürgerkrieges zweimal Gefängnisstrafen absitzen musste. In seiner Jugend besuchte Moore die Sprachenschule Coláiste Mhuire. Anschließend studierte er Medizin am University College Dublin und spielte parallel bereits im Alter von 19 Jahren am Abbey Theatre in Dublin. Zugunsten der Schauspielerei gab er sein Studium schließlich auf. In der Rolle des Denis O’Shea war er in dem 1945 erschienenen und von Maurice J. Wilson inszenierten Kriminalfilm The Voice Within an der Seite von Olive Sloane und Brefni O’Rorke erstmals auf der Leinwand zu sehen. Danach spielte er, fortan unter dem Künstlernamen Kieron Moore, in den beiden Filmdramen Romanze im Süden und Tödliches Geheimnis, ehe er 1948 als Wronski in der Tolstoi-Verfilmung Anna Karenina neben Vivien Leigh erste größere Aufmerksamkeit auf sich ziehen konnte. Anfang der 1950er Jahre zog er nach Los Angeles und wirkte daraufhin in Filmen wie David und Bathseba, Frauenraub in Marokko und Das Geheimnis der verwunschenen Höhle mit.
Moore zog sich 1974 von der Schauspielerei zurück und engagierte sich fortan für kirchliche und karitative Zwecke. So war er neun Jahre lang Mitglied der Catholic Agency for Overseas Development, mit der er sich für die Dritte Welt einsetzte. 1994 zog er nach Frankreich, um dort seinen Lebensabend zu genießen. Er verstarb am 15. Juli 2007. Moore war von 1947 an bis zu seinem Tod mit der Schauspielerin Barbara White verheiratet. Beide hatten vier gemeinsame Kinder.

## Filmografie (Auswahl)

### Film
- 1945: The Voice Within
- 1947: Romanze im Süden (A Man About the House)
- 1947: Tödliches Geheimnis (Mine Own Executioner)
- 1948: Anna Karenina
- 1950: Das träumende Herz (Maria Chapdelaine)
- 1951: David und Bathseba (David and Bathsheba)
- 1951: Frauenraub in Marokko (Ten Tall Men)
- 1953: Zu Tode gehetzt (Recoil)
- 1954: Sein größter Prozeß (The Green Scarf)
- 1955: The Blue Peter
- 1957: Stahlbajonett (The Steel Bayonet)
- 1958: Der Schlüssel (The Key)
- 1959: Das Geheimnis der verwunschenen Höhle (Darby O’Gill and the Little People)
- 1959: Hügel des Schreckens (The Angry Hills)
- 1960: Bankraub des Jahrhunderts (The Day They Robbed the Bank of England)
- 1960: Die Herren Einbrecher geben sich die Ehre (The League of Gentlemen)
- 1960: Verbrecherzentrale Sidney Street (The Siege of Sidney Street)
- 1962: Blumen des Schreckens (The Day of the Triffids)
- 1962: Das Geheimnis der grünen Droge (I Thank a Fool)
- 1962: Der Löwe von Sparta (The 300 Spartans)
- 1962: Die Nächte mit Nancy (The Main Attraction)
- 1964: Sieben Tage ohne Gnade (The Thin Red Line)
- 1965: Ein Riß in der Welt (Crack in the World)
- 1965: Sohn des Revolverhelden (Son of a Gunfighter)
- 1966: Arabeske (Arabesque)
- 1967: Ein Tag zum Kämpfen (Custer of the West)
- 1968: Hölle der Gesetzlosen (Run Like a Thief)

### Serie
- 1960: Geheimauftrag für John Drake (Danger Man, eine Folge)
- 1969: Randall & Hopkirk – Detektei mit Geist (Randall & Hopkirk (Deceased), eine Folge)
- 1972: Gene Bradley in geheimer Mission (The Adventurer, eine Folge)
- 1974: Kein Pardon für Schutzengel (The Protectors, eine Folge)